# Raión de Volodarka
Volodarka (en ucraniano: Володарський район) es un raión o distrito de Ucrania en el óblast de Kiev. 
Comprende una superficie de 649 km².
La capital es la ciudad de Volodarka.

## Demografía
Según estimación 2010 contaba con una población total de 23345 habitantes.

## Otros datos
El código KOATUU es 3221600000. El código postal 09300 y el prefijo telefónico +380 4569.